# Lewis megye (Missouri)
Lewis megye az Amerikai Egyesült Államokban, azon belül Missouri államban található. Megyeszékhelye Monticello, legnagyobb városa Canton. Lakosainak száma 10 032 fő (2020. április 1.). Lewis megye Clark, Hancock, Adams, Marion, Shelby és Knox megyékkel határos.

## Népesség
A megye népességének változása:
| Lakosok száma | 10 202 | 10 242 | 10 166 | 10 152 | 10 207 | 10 032 |
|               | 2010   | 2011   | 2012   | 2013   | 2015   | 2020   |